# 甲热·洛桑丹增
甲热·洛桑丹增（藏語：རྒྱ་རས་བློ་བཟང་བསྟན་འཛིན་，威利转写：rgya ras blo bzang bstan 'dzin，1953年12月—）藏族，西藏拉萨人，第十一世甲热活佛，中华人民共和国官员。

## 生平
出身于西藏显赫的拉鲁家族，父亲是拉鲁·次旺多吉，祖父是龙厦·多吉次杰。1956年11月，被认定为昌都强巴林寺甲热活佛，并出任西藏自治区筹备委员会昌都办事处宗教事务委员会常委。1957年至1960年，在西藏藏医学院学习藏文。从1960年到1964年，在西藏昌都强巴林寺学经。1964年到1967年，任职于西藏自治区昌都地区政协。其间，1964年9月至1966年8月，在喇嘛学习班学习佛经及历史。
文化大革命期间，1967年起，在西藏自治区拉萨建筑队当木匠。1979年12月起，在西藏自治区交通厅公路工程队当工人。
1980年，他被调入西藏自治区科学院任职。1986年12月，改任西藏自治区民族宗教事务委员会副主任，中国佛教协会西藏分会理事。1998年9月，他不再兼任中国佛教协会西藏分会理事职务。2000年6月，转任西藏自治区拉萨市常务副市长（正地级）。2003年1月，升任西藏自治区人民政府副主席。
他是第九届、十届、十一、十二届全国政协委员。2018年1月，当选第十三届全国政协委员。